# 임종업
임종업(林鍾業, 1907년 9월 8일 ~ 1950년 7월 14일)은 일제강점기와 대한민국의 사회주의 운동가이다.

## 이력
본관은 회진(會津)이며 일명은 임업이(林業伊), 임기업(林基業), 임송춘(林松春)이다.